# Casa Eames
La Casa Eames es un hito de la arquitectura moderna de mediados del siglo XX ubicada en 203 North Chautauqua Boulevard en el vecindario Pacific Palisades de Los Ángeles, declarado Monumento Histórico Nacional desde 2006. Proyectada y construida en 1949 por Charles Eames y Ray Eames para servir como su hogar y estudio.

## Proyecto arquitectónico
La casa también se conoce como Case Study House No. 8 porque fue encargada por la revista Arts & Architecture como parte de un reto a los arquitectos a diseñar casas progresistas, pero modestas, en el sur de California. Charles y Ray se mudaron a la casa en Nochebuena en 1949 y nunca cambiaron de casa (Charles murió en agosto de 1978 y Ray murió en agosto de 1988). La hija de Charles, Lucia Eames, heredó la casa y creó la organización sin ánimo de lucro, la Fundación Eames, en 2004. Sigue siendo una casa museo histórica mantenida por la Fundación Eames, fue declarada Monumento Histórico Nacional en 2006 y sirve como lugar de peregrinaje para casi 20.000 visitantes al año (se requieren reservas). 

### Diseño e historia
A principios de la década de 1940, John Entenza, propietario de la revista Arts & Architecture y fundador del Case Study Program, compró 5 acres de terreno en un acantilado boscoso que alguna vez formó parte de la gran propiedad de Will Rogers. Vendió 1,4 acres de este terreno a Charles y Ray en 1945. El diseño de su casa fue esbozado por primera vez por Charles Eames con su colega arquitecto Eero Saarinen en 1945 como una caja elevada de acero y vidrio que se proyecta fuera de la pendiente y se extiende por el camino de entrada antes de sobresalir sobre el patio delantero. La estructura debía construirse completamente a partir de piezas "listas para usar" disponibles en los catálogos de fabricantes de acero. Sin embargo, inmediatamente después de la guerra, estas piezas escaseaban. Cuando llegaron los materiales, tres años después, se había pasado mucho tiempo antes de la construcción haciendo un pícnic y explorando la parcela donde se ubicaría la casa. Después de un período de intensa colaboración entre Charles y Ray, el esquema cambió radicalmente para sentarse más tranquilamente en la tierra y evitar chocar con el agradable prado que daba a la casa. Aunque Eero Saarinen no tuvo ninguna contribución en la construcción de la Casa Eames, sí codiseñó la Casa Entenza (Casa de Estudio de Caso # 9) con Charles Eames al lado para John Entenza. 

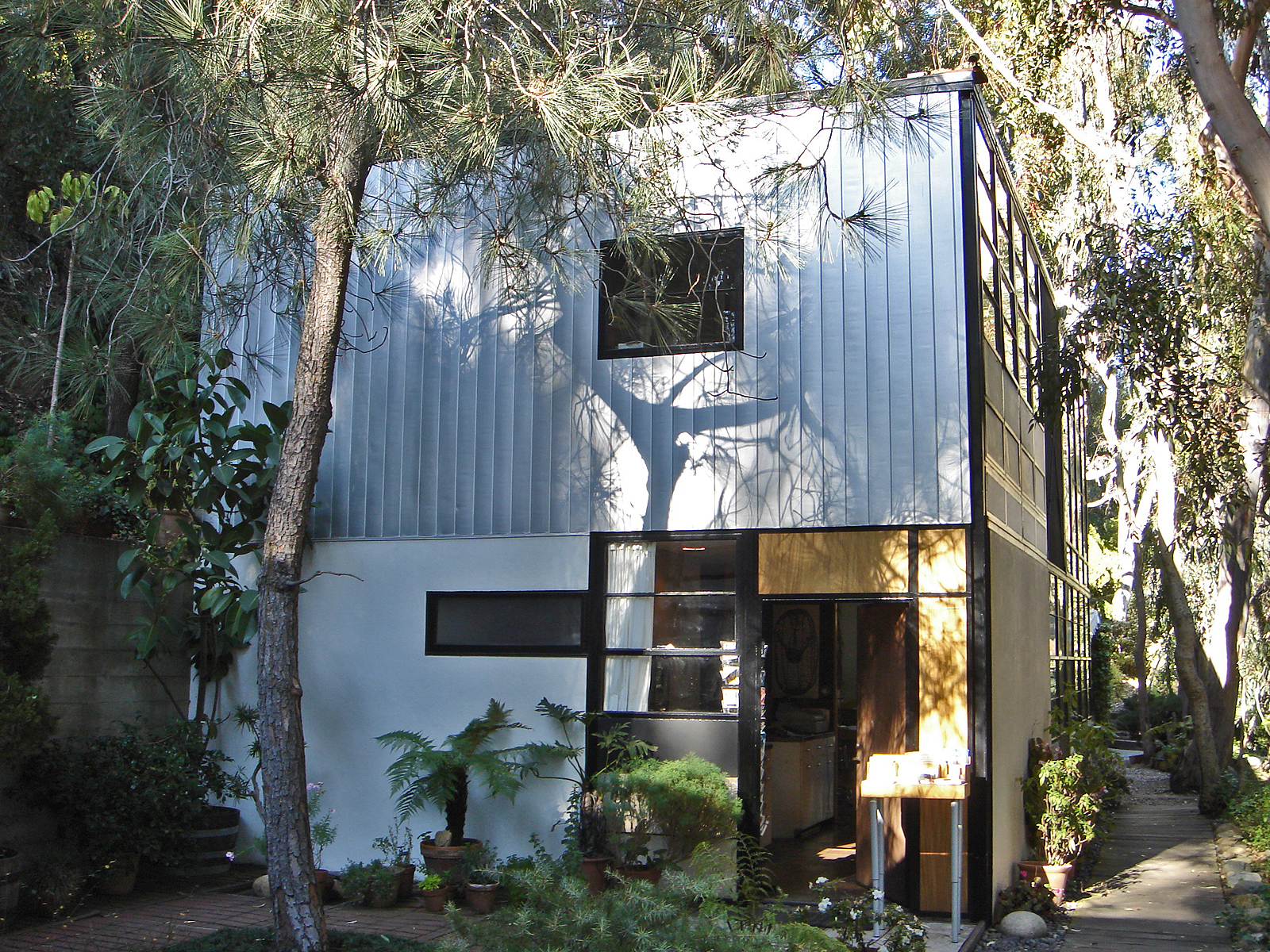
Estudio Eames

El nuevo diseño de la Casa Eames incluía un edificio de residencia y un edificio de estudio escondidos tras la pendiente del paisaje, con un muro de contención de hormigón de 8 pies (2,4 m) de alto por 200 pies (60 m) de largo. El nivel inferior de la residencia cuenta con una sala de estar y dormitorio, vestíbulo con armarios y escalera de caracol, cocina y lavadero. El nivel superior tiene dos dormitorios y da a la sala de estar de doble altura. El segundo piso de la residencia también cuenta con dos baños, varios pasillos con armarios de aluminio y un tragaluz accionado con cables. El edificio del estudio tiene una entreplanta similar, pero es mucho más corto. La planta baja del estudio cuenta con un lavabo, un baño, un cuarto oscuro para procesar fotografías y un gran espacio abierto con altura doble. El piso superior se utilizó principalmente como almacén, pero ocasionalmente se convirtió en alojamiento para invitados. También se introdujo un patio, separando la residencia del espacio del estudio. Este esquema revisado requirió solo una viga adicional. La fachada de 17 pies (5,1 m) de altura se divide en una composición geométrica de paneles de colores brillantes y colores neutros entre delgadas columnas de acero y tirantes, pintados de "un gris cálido". Con el tiempo, los esquemas de pintura permitieron que el gris se volviera negro. La puerta de entrada está marcada con un panel de pan de oro en la parte superior. Plantados en la década de 1880 por el abad Kinney, una hilera de eucaliptos existentes se conservó a lo largo de la pared expuesta de la casa, proporcionando sombra y un contraste visual con la atrevida fachada de la casa. 
En cuanto al diseño de interiores, la colección de los Eames incluye, entre otros: lámparas de pie Isamu Noguchi, arte popular y expresionista abstracto, muñecas kokeshi japonesas, almohadas lacadas chinas, cestas de nativos americanos, sillas Thonet y numerosos diseños de muebles Eames (algunos de los cuales nunca pasaron de la etapa de prototipo). Los interiores fueron agrupados por los Eames en cuadros idiosincrásicos, y la decoración interior de la casa ha provocado controversias sobre el modernismo "humanizador" de los Eames.
De las veinticinco Case Study Houses construidas, la casa Eames se considera la más exitosa tanto como declaración arquitectónica como espacio de vida cómodo y funcional. La atrevida elegancia del diseño lo convirtió en el escenario favorito para sesiones de moda en las décadas de 1950 y 1960 para publicaciones como Vogue. Quizás la prueba de su éxito en el cumplimiento de su programa sea el hecho de que permaneció en el centro de la vida y obra de los Eames desde que se mudaron (Nochebuena de 1949) hasta su muerte. 
La Casa Eames es un ejemplo arquitectónico destacado de la influencia del Movimiento De Stijl fuera de Europa. Las paredes correderas y las ventanas le confieren la versatilidad y la apertura característica del movimiento De Stijl . 
Después de la muerte de los Eames, la casa prácticamente no sufrió cambios.

## La Fundación Eames
La Casa Eames House es gestionada por la Fundación Eames, una fundación sin ánimo de lucro establecida en 2004 por Lucia Eames, la hija de Charles Eames de su primer matrimonio. Los patrocinadores corporativos de la Fundación Eames son Eames Office, Herman Miller y Vitra. El 20 de septiembre de 2006, la Casa Eames fue declarada Monumento Histórico Nacional (y el mismo día figura administrativamente en el Registro Nacional de Lugares Históricos). En 2011, el contenido de la sala de estar se volvió a montar en el Museo de Arte del Condado de Los Ángeles como pieza central de la exposición "Diseño de California, 1930-1965: Viviendo de una manera moderna".
También en 2011, la Fundación Eames contrató al estudio de arquitectura de Los Ángeles Escher GuneWardena para desarrollar un plan para la casa, uno que restauraría y preservaría la casa como estaba en 1988. En 2012, el Getty Conservation Institute prometió alrededor de 250,000 dólares para trabajos de investigación relacionados con la preservación en Eames House. En 2013, la Fundación Eames se asoció con la agencia de marketing digital Nebo para producir impresiones de edición limitada para subasta con el objetivo de recaudar 150.000 $; cada donación se acompañó de un Fondo de autenticidad creado por los fabricantes de muebles modernos Herman Miller y Vitra.
Lucia Eames falleció en 2014, dejando a sus cinco hijos como la Junta Directiva de la Fundación Eames. Juntos, con la ayuda del personal y los docentes, supervisan la propiedad, la conservación y los servicios para los visitantes de los dos edificios, el paisaje y las pertenencias de Charles y Ray. El Proyecto 250 Años de la Fundación Eames espera conservar el legado durante los próximos 250 años. Todos ellos participan en el documental Eames: The Architect and the Painter, filmado en 2011.
La Casa Eames está abierta al público cinco días a la semana. Con reservas, se incluyen visitas autoguiadas al exterior, recorridos interiores privados, picnics y más eventos.

## Literatura
En febrero de 2010, LAS Magazine publicó un artículo sobre la historia del edificio y su importancia actual para la Eames Century Modern Collection, un proyecto de tipografía del estudio de diseño House Industries.
En abril de 2019, el Getty Conservation Institute publicó el Plan de gestión de la conservación (CMP) de la Casa Eames. Esta publicación de más de 200 páginas, presentó la historia de la Casa Eames, el uso actual de la propiedad, daños potenciales y riesgos ecológicos, y mitigaciones para la conservación. Esta publicación ayudará al Proyecto de conservación de 250 años de la Fundación Eames y sirve como herramienta para otros administradores de la arquitectura moderna en todo el mundo. 

## Galería

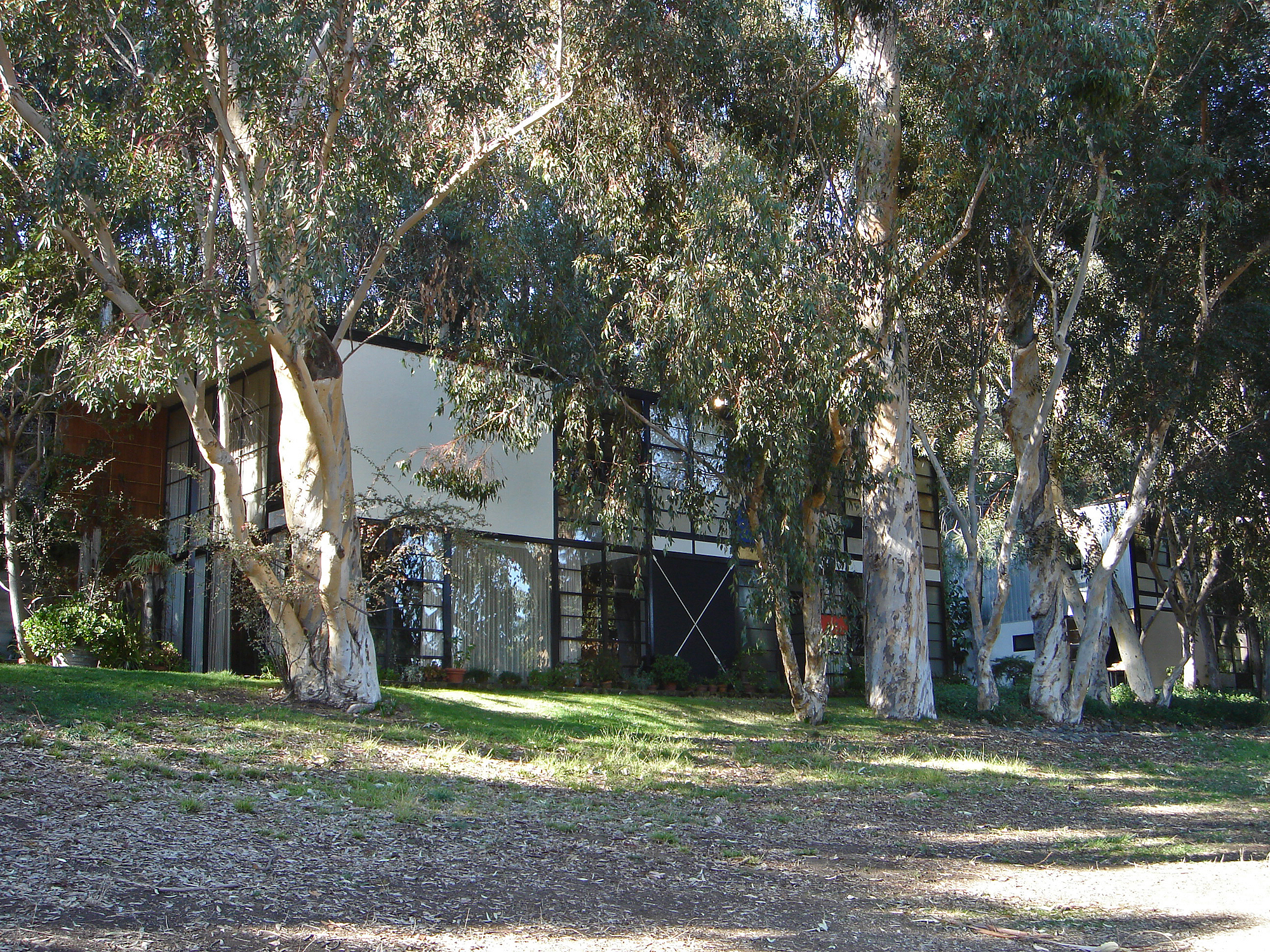
Casa y estudio Eames
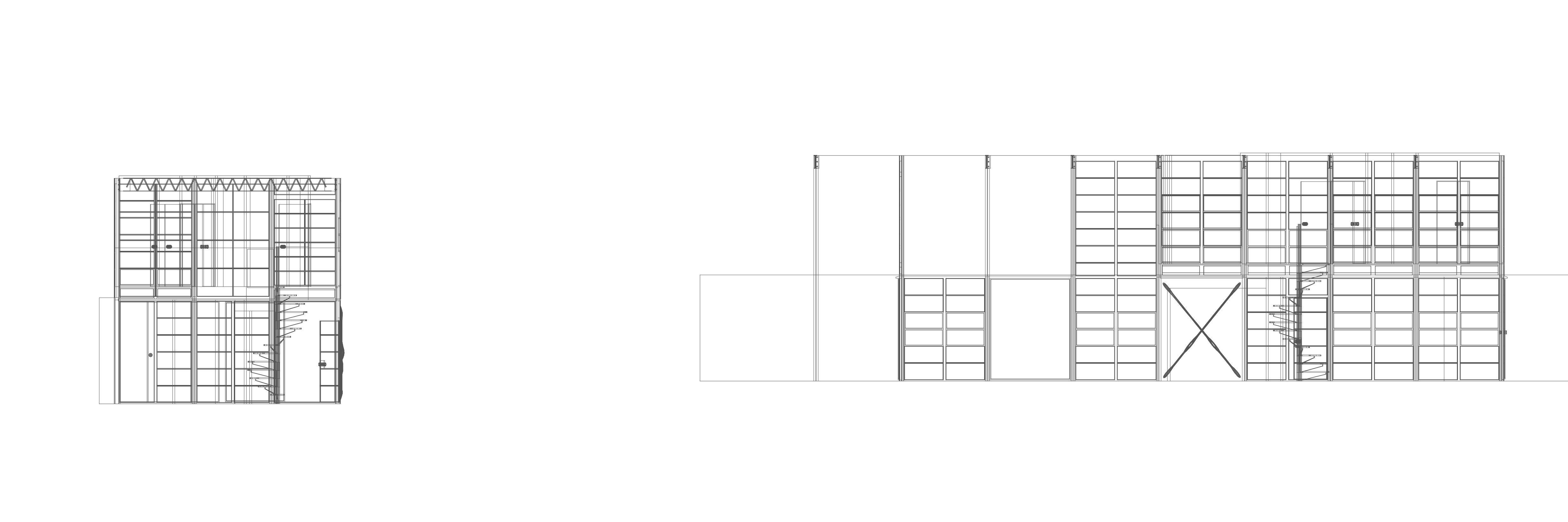
Alzados Casa Eames
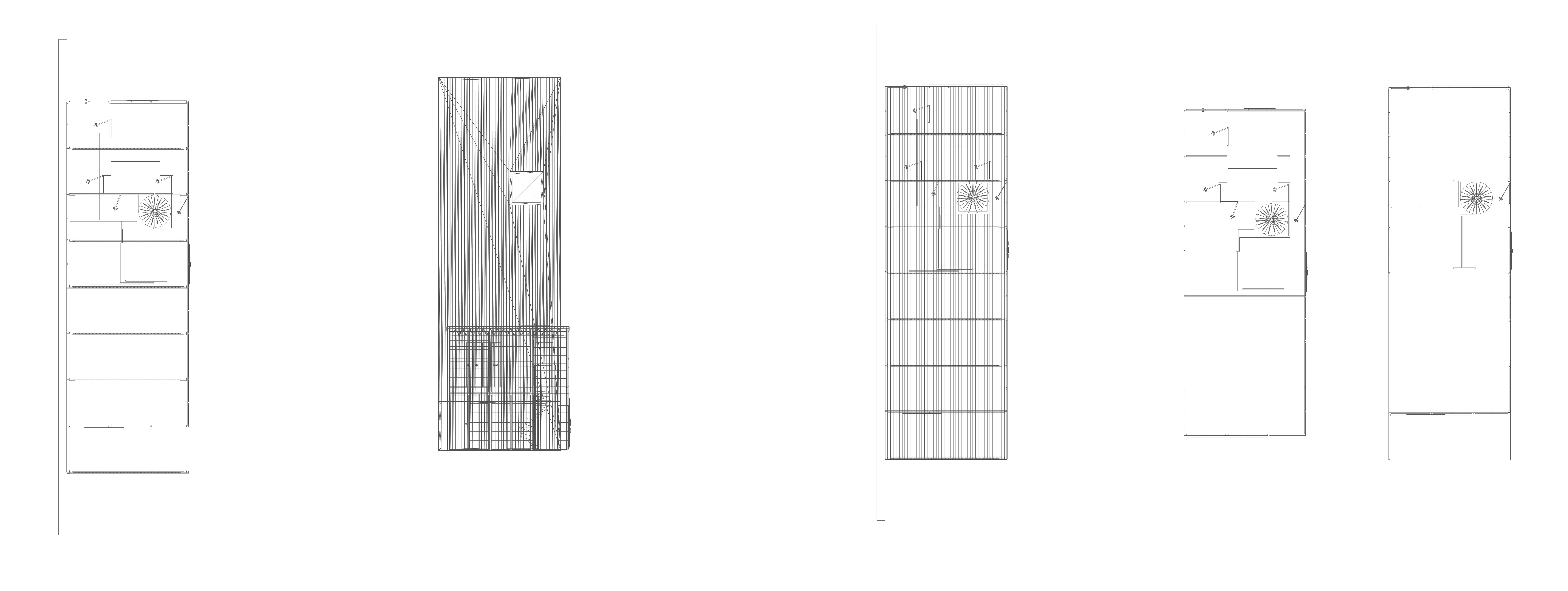
Plantas Casa Eames
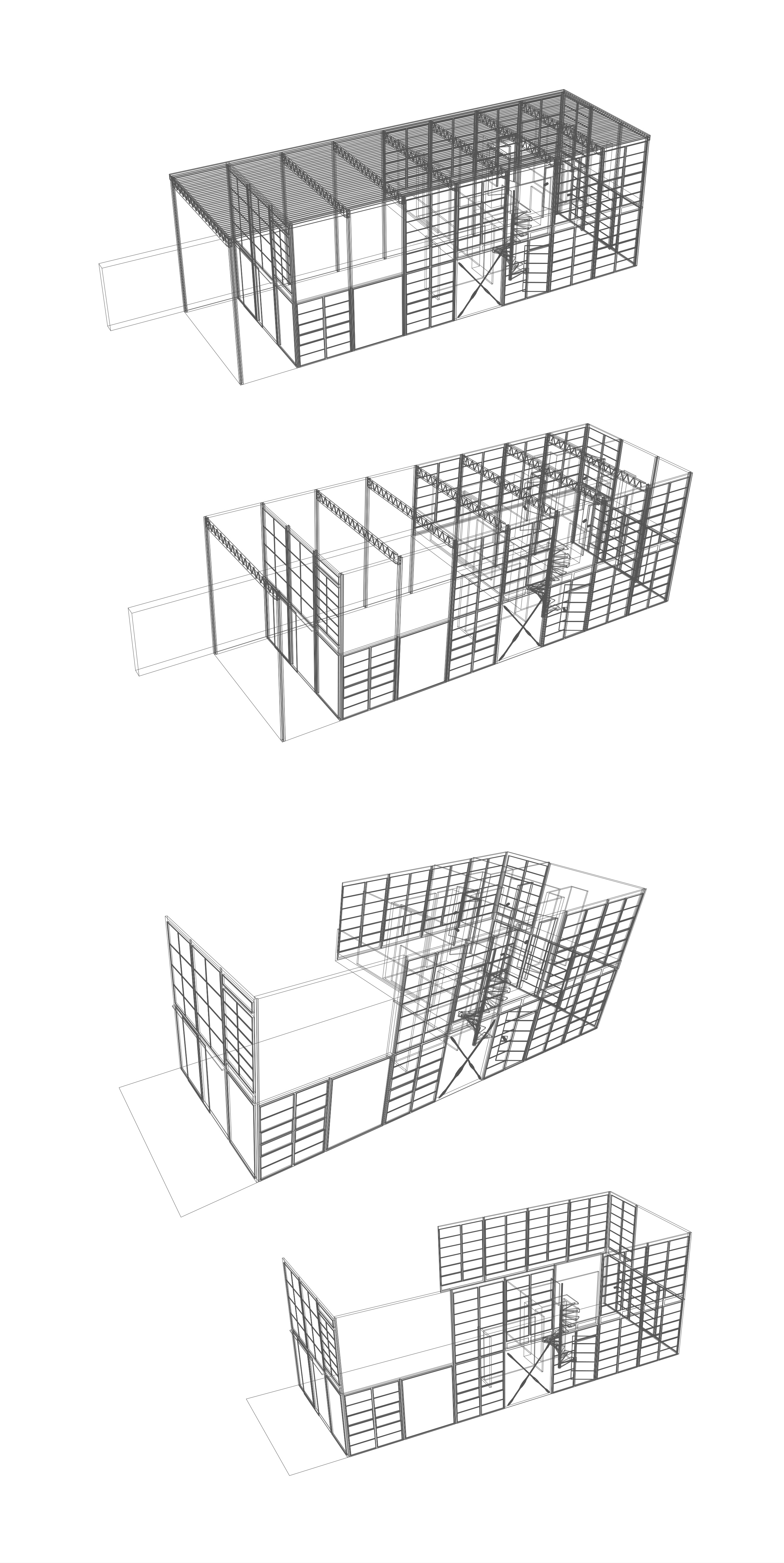
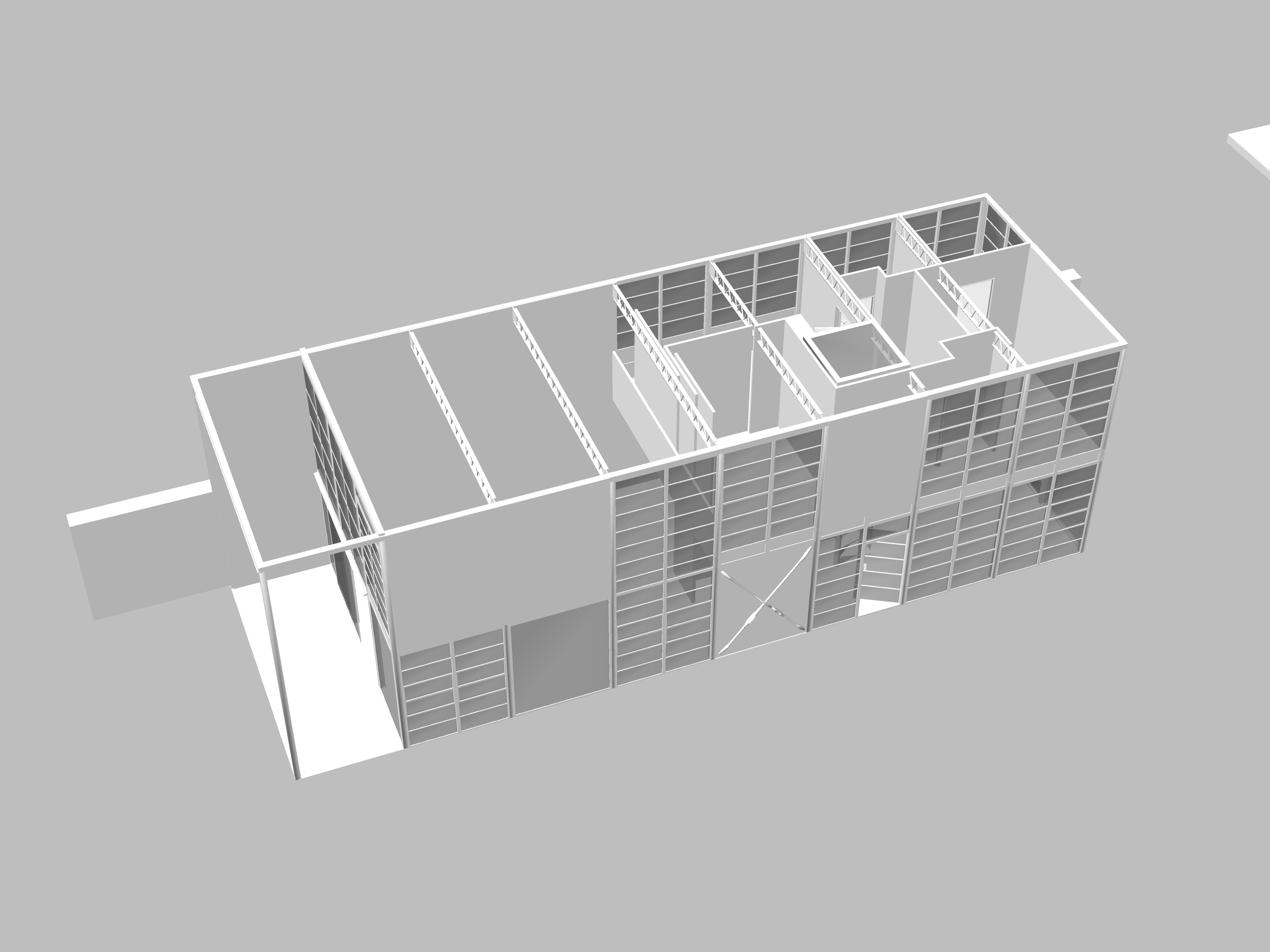
Render núcleo mas estructura Casa Eames
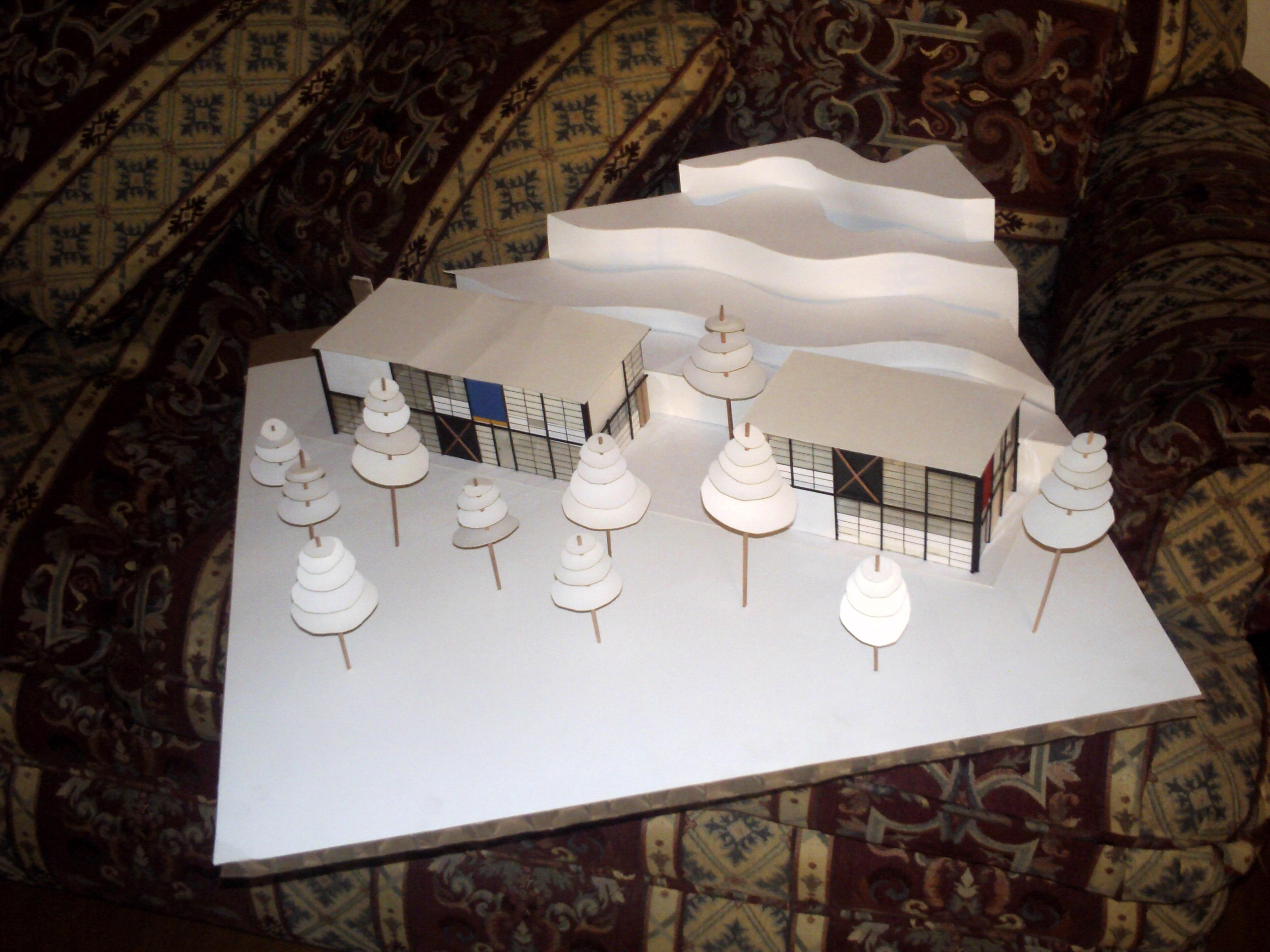
Casa Eames, maqueta del conjunto.

## Otras lecturas
- Steele, James (1994). Eames House: Charles & Ray Eames (Architecture in Detail). London & New York: Phaidon. ISBN 0-7148-4212-5.
- Smith, Elizabeth A. T. (1989). Blueprints for Modern Living: History and Legacy of the Case Study Houses. Cambridge: MIT Press. ISBN 0-262-69213-9.